# 学校事務職員
学校事務職員（がっこうじむしょくいん）とは、主に国公立学校や私立学校等で学校事務を行う職員の総称である。本稿では、特に小学校・中学校・高等学校における事務職員を中心に記述する（大学で事務を行う職員については、大学職員を参照のこと）。

## 日本の学校
学校教育法第37条で「小学校には校長、教頭、教諭、養護教諭及び事務職員を置かなければならない」と定められており、この条文は中学校にも準用するよう規定されている（第49条）。高等学校については第60条で、大学については第92条で事務職員を置くことが明記されている。なお、幼稚園については第27条第2項で「置くことができる」とされている。
「事務」という職名から、しばしば民間企業の一般職の「事務員」と混同されがちだが、ここで言う「事務」とは総務・人事・財務・福利厚生等の学校管理に関する業務の総称であって、学校教育法での正確な職名は「事務職員」となる。公立学校（公立大学法人が設置する学校を除く）における職は「一般行政職」と同等である。行政職給料表が適用されることが多いが、自治体によっては学校事務職員のみに適用する給料表を設けている場合もあり、取り扱いは一定ではない。教育業務・技術業務でない「学校事務」の実質的な総括を行っている。教員の中にも混同して事務員と呼ぶ者もいて適切ではないが、本人及び周囲の意識を変えるためにも、学校教育法の「事務職員」という名称については「学校行政職員」と改正すべきとの主張もある。
一般的な教員（教育職）と違い、校内における指揮系統は、校長の監督の下に、事務長が置かれている場合はその下で職位に応じた業務を行う。場合によっては、校長に事故があるときはその職務を代理し、校長が欠けたときはその職務を行うこととなっている副校長・教頭も学校事務と関係があり、また学校教育法施行規則においては、一定年数以上の学校事務職員の経験を有する者は、校長・副校長・教頭に着任することができることが定められている。
公立学校における役職名は自治体によって違いがあるが、概ね下から主事、主任（副主査）、主査、主幹、事務長などがある。

### 職務
2017年（平成29年）4月1日施行の学校教育法の改正により、小中学校の事務職員の職務が「事務職員は、事務に従事する」から「事務職員は、事務をつかさどる」に改正された。表現の違いによるもので、大きな違いはないようにも読めるが、国会の議論によると法改正には次の趣旨が込められている。
- 松野文部科学大臣による趣旨説明

- 事務職員の職務規定が、これまでは「事務職員は、事務に従事する。」から、「事務をつかさどる。」と改正される意義について。

- 「つかさどる。」の規定が、あくまで学校運営、学校のマネジメントを強化する趣旨であり、事務職員への責任、負担が重くなるということにならないよう周知すべき、との指摘を受けて

### 身分
学校事務職員は、その経営主体によって次のような身分となっている。
国立大学の付属学校
- 非公務員型の独立行政法人職員

公立学校
- 地方公務員（地方公務員のうち都道府県職員または都道府県費負担教職員もしくは市町村職員）

「学校事務職員」として採用される自治体と、「行政職」として採用され、配属の1つとして学校に置かれる自治体がある。
前者の場合は基本的に学校間で異動を行うが、まれに教育委員会等の教育関係機関への異動も見られる。後者の場合は学校に限らず、都道府県庁や市役所・町村役場・公立図書館や公立病院などの間で異動が行われる。基本的に都道府県が採用し県費負担職員として各市町村へ配属されることになるが、市町村も市町村費学校事務職員を独自に採用し、県費負担職員と共に業務を行っているところも多い。
なお、政令指定都市立学校は当該市が採用し、市町村高校（定時制含む）は当該市町村が採用する。
いずれも職務上、地方公務員としての法令が適用される。

私立学校
- 労働関係法等の適用は民間企業の会社員と同じ
  - 学校法人の職員（私立小・中・高等学校、幼稚園、大学、専門学校等）
  - 医療法人、財団法人の職員（病院付属看護専門学校などの医療系の専門学校などに多い）
  - 株式会社立学校の会社員（株式会社立学校等）
  - 一部に派遣社員など

### 採用方法
公立学校の場合は、毎年、地域ごとに行われる地方公務員採用試験に合格した者から採用される。公立の専門学校（公立病院の付属看護学校等）も基本的に同様である。また、私立学校の場合は学校法人等による定期または不定期に行われる公募等によって採用が行われる。公立学校学校事務職員の採用試験は、概ね高卒程度試験が実施されることが多いが、一部で大卒程度試験を実施する自治体もある。同自治体の一般行政職採用試験に対して、比較的高倍率であることが多い。

### 業務
学校事務職員の業務内容は国立、公立、私立等の経営主体、学校規模や地域等によってそれぞれ多様である。
例えば、公立では一般行政職の公務員と同様の服務規程や行動等が求められ（地方公務員法や地域の条例の適用を受ける）、一人あたりが行う業務の範囲が非常に広いのが特徴である。
また、大学付属病院を有する学校法人では、病院の運営や医療に関する事務に携わる場合もあるなど守備範囲が広く、法人全体を運営していく位置づけになっており、一言に学校事務職員とは言っても、内容は様々である。
総務
1. 総務
  - 諸規定等の策定……庶務・財務・学籍取扱い等、校内における諸規定の整備・策定
  - 事務業務の組織整備……学籍、教科書給与事務等、各担当業務の相互調整及び集約
  - 文書管理……受付・回議・起案・発送等、文書業務全般の管理。（電子文書（情報）含む
2. 庶務
  - 証明事務……各種証明書の作成・発行
  - 調査事務……教材費や施設管理状況等、様々な調査依頼への対応
3. 学務
  - 学籍……転出・転入等、在籍児童・生徒の学籍に関すること
  - 教科書給与……児童・生徒・教師用教科書の給与事務
  - 就学援助費等……対象世帯への事務手続き

人事
1. 人事
  - 職員の人事異動・表彰・公務災害時等における事務手続き
2. 給与
  - 職員の給与支給に関する事務
3. 服務等
  - 職員の休暇・休業や勤怠の管理事務
  - 職員の旅行命令（出張）に関する管理事務及び出張旅費に関する事務

財務
1. 財務
  - 給食・学年・学級費（私費）等の取扱いに関する事務指導
  - 公費予算書の策定、執行状況等の管理運営
2. 財産管理
  - 施設・備品・消耗品の管理。修繕計画の策定

福利厚生
1. - 共済組合等による職員の福利厚生に関する事務手続き

市町村立の小中学校においては、事務職員は1校につき1～2名しか配置されない。1～2名で上記の全てを行うことは業務量的に不可能であるため、教頭や主幹教諭（または教務主任）、一般の教諭も上記の業務を受け持ち、さらに市町村費で独自に学校事務職員を採用して補助する自治体もある。

## 米国の学校
2001-2002年度の米国の公立学校統計によると公立のエレメンタリ・スクールとミドル・スクールには約590万人のスクール・スタッフがおり、そのうち50.8%が教員、残りの49.2%が教員をサポートするスタッフや事務職員である。
教員をサポートするスタッフや事務職員は、児童生徒や教員などをサポートするスタッフ（23.6%）、教育関係の協力者（12.2%）、管理部門のスタッフ（7%）、学校や地域の管理者（3.8%）、ガイダンス・カウンセラー（1.7%）、図書館員（0.9%）に分けられる。
米国の公立学校統計では、児童生徒や教員などをサポートするスタッフは、専門スタッフ（メディア・サポートスタッフ、学校心理士やソーシャル・ワーカーなど）、他の分野のサービススタッフ（データ入力者、施設や備品整備者、バスドライバー、給食関係者など）、その他のサポートスタッフ（スクール・セクレタリ（学校秘書）など）に分けられている。

## ロシアの学校
ロシアでは学校の管理運営体制は法制度上は多様な形態が認められているが、実際には校長を中心とする管理運営を行っている学校が多い。
通常は学校事務の責任者として事務長が置かれており、校長、副校長、事務長、学校心理士らによる代表部が形成されている。代表部は教育課程の編成、教職員の採用、学校予算の編成と執行などの決定権を有している。